# Irene Hendriks
Irene Desiree Hélène Hendriks (Kinshasa, 13 de abril de 1958) es una exjugadora neerlandesa de hockey sobre césped.

## Trayectoria
Hendriks debutó con la camiseta de la selección neerlandesa en 1978. En Los Ángeles 1984 obtuvo la primera medalla de oro para su selección.